# North Pekin, Illinois
North Pekin là một làng thuộc quận Tazewell, tiểu bang Illinois, Hoa Kỳ. Năm 2010, dân số của làng này là 1573 người.

## Dân số
Dân số qua các năm:
- Năm 2000: 1574 người.
- Năm 2010: 1573 người.